# バイシャ・ポンバリーナ

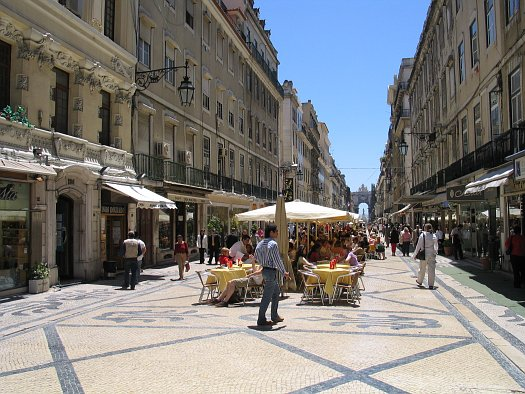
バイシャのアウグスタ通り

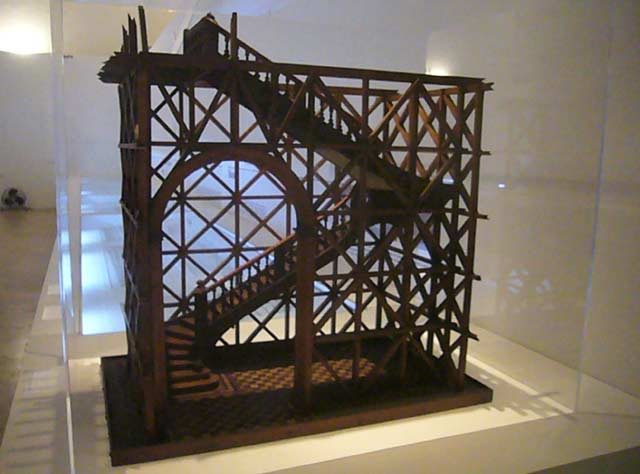
ポンバリーナ様式の耐震構造

バイシャ・ポンバリーナ（Baixa Pombalina）は、ポルトガルの首都であるリスボンの地区。単にバイシャ（下町、または低地という意味）とだけ呼ばれることが多い。リスボン中央に約23.5ヘクタールの面積がある。コメルシオ広場の北で、サン・ジョルジェ城の下にカイス・ド・ソードレ地区とアルファマ地区の間に挟まれている。この地区の北にロシオ広場とフィゲイラ広場があり、ロシオ広場の北にレスタウラドーレス広場があり、その北にリベルダーデ大通りが続く。
バイシャは、1755年のリスボン地震の後に開発された優雅な地区である。ポンバリーナの名は、ジョゼ1世の宰相で、啓蒙時代の象徴ポンバル侯爵に由来する。彼は地震後のリスボン復興と再開発を指揮した。
バイシャは地震後建築の最初の例であった。建築模型は、地震のシミュレーションとして軍隊に周りを行進させ耐震性を試したという。ポンバリーナ様式の構造は、通称「ポンバルの籠」という、地震に耐えるという木工製の格子細工を含む。内部テラスの壁は、火事の広がりを避けるために屋根より高く建てられた。
バイシャは、2004年12月にポルトガル国内のユネスコ世界遺産予備リストに名を連ねた。